# Théorème d'extension de Carathéodory
Ne pas confondre avec le théorème de Carathéodory en géométrie ni avec le théorème d'existence de Carathéodory (en) en théorie des équations différentielles.
En théorie de la mesure, le théorème d'extension de Carathéodory est un théorème fondamental, qui est à la base de la construction de la plupart des mesures usuelles. Constitué par généralisation à un cadre abstrait des idées fondant la construction de la mesure de Lebesgue, et exposé sous diverses variantes, il est également mentionné par certains auteurs sous les noms de théorème de Carathéodory-Hahn ou théorème de Hahn-Kolmogorov (certaines sources distinguent un théorème de Carathéodory qui est l'énoncé d'existence, et un théorème de Hahn qui est l'énoncé d'unicité).

## Une forme simple du théorème
Le théorème est donné sous de multiples variantes, plus ou moins longues selon qu'on reporte dans l'énoncé une plus ou moins grande partie des informations que la démonstration apporte. Pour référence rapide, voici une forme courte du théorème.
Dans cet article, on entend par « mesure » sur une classe d'ensembles contenant le vide une application de cette classe vers {\displaystyle [0,+\infty ]}, nulle sur le vide et σ-additive.
Théorème d'extension de Carathéodory — 
Toute mesure sur un anneau d'ensembles admet au moins un prolongement à la tribu engendrée par cet anneau.
Si la mesure sur l'anneau est sigma-finie, ce prolongement est unique.

## Une version plus élaborée
Il peut être utile d'en savoir davantage que le simple énoncé d'existence de l'extension de Carathéodory et de garder mémoire du procédé de construction de celle-ci, avec quelques informations supplémentaires sur le prolongement.
Notations et définition — Soit {\displaystyle \mu } une mesure définie sur un anneau d'ensembles {\displaystyle {\mathcal {R}}} de parties d'un ensemble {\displaystyle X}.
On note {\displaystyle \mu ^{*}} la fonction d'ensembles définie pour tout {\displaystyle A\in {\mathcal {P}}(X)} par :
On note ensuite {\displaystyle {\mathcal {M}}_{\mu }} l'ensemble des parties {\displaystyle A} de {\displaystyle X} qui vérifient la propriété suivante :
On note enfin {\displaystyle {\overline {\mu }}} la restriction de {\displaystyle \mu ^{*}} à {\displaystyle {\mathcal {M}}_{\mu }}, et on l'appelle l'extension de Carathéodory de {\displaystyle \mu }.
Théorème — Soit {\displaystyle \mu } une mesure définie sur un anneau d'ensembles {\displaystyle {\mathcal {R}}} de parties d'un ensemble {\displaystyle X}. Alors :
- {\displaystyle (X,{\mathcal {M}}_{\mu },{\overline {\mu }})} est un espace mesuré ;
- la mesure {\displaystyle {\overline {\mu }}} est un prolongement de {\displaystyle \mu } ;
- la mesure {\displaystyle {\overline {\mu }}} est complète ;
- si {\displaystyle \mu } est de surcroît σ-finie, {\displaystyle {\overline {\mu }}} est la complétée de sa restriction à la tribu engendrée par {\displaystyle {\mathcal {R}}} ;
- si {\displaystyle \mu } est σ-finie, la restriction de {\displaystyle {\overline {\mu }}} à la tribu engendrée par {\displaystyle {\mathcal {R}}} est l'unique prolongement de {\displaystyle \mu } à cette tribu engendrée.

On pourra également retenir les compléments suivants au théorème, qui sont plus techniques :
Compléments — 
- Si {\displaystyle {\mathcal {R}}_{1}} est un anneau d'ensembles qui vérifie :

et si on note {\displaystyle \nu } la restriction de {\displaystyle {\overline {\mu }}} à {\displaystyle {\mathcal {R}}_{1}}, {\displaystyle \nu ^{*}=\mu ^{*}}. En particulier, {\displaystyle {\overline {\overline {\mu }}}={\overline {\mu }}} ;
- même lorsque {\displaystyle \mu } n'est pas σ-finie, pour tout {\displaystyle B} dans {\displaystyle {\mathcal {M}}_{\mu }} il existe un {\displaystyle A} dans la tribu engendrée par {\displaystyle {\mathcal {R}}} avec :

(on dit que {\displaystyle A} est une couverture mesurable de {\displaystyle B}).
Il est possible de remplacer « anneau d'ensembles » par « semi-anneau d'ensembles » dans les énoncés qui précèdent. La technique d'extension d'une mesure d'un semi-anneau à l'anneau engendré est beaucoup moins sophistiquée que la construction étudiée ici ; elle ne sera pas évoquée dans cet article, et on renverra le lecteur à l'article « semi-anneau d'ensembles » pour des détails sur cette première phase éventuelle d'extension.